# Беляви (Косцянський повіт)
Беляви (пол. Bielawy, нім. Bielen) — село в Польщі, у гміні Сміґель Косцянського повіту Великопольського воєводства.
Населення — 179 осіб (2011).
У 1975-1998 роках село належало до Лешненського воєводства.

## Демографія
Демографічна структура станом на 31 березня 2011 року:
|          | Загалом | Допрацездатний вік | Працездатний вік | Постпрацездатний вік |
| -------- | ------- | ------------------ | ---------------- | -------------------- |
| Чоловіки | 97      | 28                 | 63               | 6                    |
| Жінки    | 82      | 15                 | 49               | 18                   |
| Разом    | 179     | 43                 | 112              | 24                   |